# ソラニー
ソラニー（Soranî、クルド語: سۆرانی）は、クルド語の方言である。話者は、イラン西部からイラク北部に居住する。ソラニーはソラン首長国のソランが由来である。中央クルド語、ソラン語ともいう。

## 言語名別称
- 中央クルド語
- ソラン語
- ソラニー語
- ソーラニ語
- ソラニー
- ソーラニ

## 方言
- Bingird
- Garmiyani
- Hewleri (Arbili)
- Kerkuki
- Mukri
- Pizhdar
- Rewandiz
- Suleimani (Silemani)
- Warmawa
- Xoshnaw